# Kurkölner Weg
Kurkölner Weg ist ein Hauptwanderweg des Sauerländischen Gebirgsvereins.
Er verläuft über 153 Kilometer von Meschede im Sauerland über das Bergische Land nach Köln-Rath. Der Weg ist mit dem Zeichen „X22“ markiert.
Südlich von Overath folgt er bis zur Mündung in die Agger dem Naafbachtal, einem unter Naturschutz stehenden Bachtalsystem mit zahlreichen Feuchtgebieten und Auenwäldern. Auf dem Weg zum Sülztal wird der 260 m hohe Lüderich umrundet, an dem bis 1978 Zinkblende und Bleiglanz abgebaut wurden. Auf den letzten Kilometern bis zum Ziel in Köln-Rath durchquert der Kurkölner Weg schließlich das Naherholungsgebiet Königsforst.